# Strøno
Strøno est une île norvégienne du comté de Hordaland appartenant administrativement à Os.

## Description
Rocheuse et couverte d'arbres, elle s'étend sur environ 4,864 km de longueur pour une largeur approximative de 4,168 km. Elle compte plusieurs hameaux, plusieurs routes, des chemins de randonnées ainsi que des marinas.